# Ritterschaft des Herzogtums Bremen

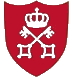
Wappen der Ritterschaft

Die Ritterschaft des Herzogtums Bremen ist eine kooperative Vereinigung der Gutsbesitzer im Gebiet des ehemaligen Herzogtums Bremen. Als solche ist sie eine Körperschaft des öffentlichen Rechts.
Erstmals erwähnt wurde die stiftbremische Ritterschaft im Jahr 1397 als Vertretung des Landadels auf dem Landtag des Erzstifts Bremen zu Basdahl. 
Mitglied der bremischen Ritterschaft dürfen die Eigentümer der 35 in den ritterschaftlichen Matrikeln festgelegten Rittergüter sein. Wer ein solches Rittergut käuflich erworben oder geerbt hat, muss seine Aufnahme in den Verband jedoch erst beantragen. Eine Zugehörigkeit zum historischen Adel ist heute nicht mehr formelle Voraussetzung für die Zugehörigkeit zur Ritterschaft. Zu deren ältesten Familien gehören die von der Decken, die Freiherren Marschalck von Bachtenbrock, von Gehren, Freiherren von Düring, von Gruben oder von Wersebe.
Vorsitzender und Geschäftsführer ist ein Präsident, der sie auch in der Landschaft der Herzogtümer Bremen und Verden vertritt und automatisch gleichzeitig deren Präsident ist. Die übrigen Vorstandsmitglieder der Ritterschaft werden Landschaftsräte genannt. Oberstes Gremium der Ritterschaft ist der einmal im Jahr einberufene Ritterschaftstag.
Die Ritterschaft ist Träger und Eigentümer des Ritterschaftlichen Kreditinstituts Stade und des Klosters Neuenwalde. Sie gehört auch zu den Mitträgern der Landschaftlichen Brandkasse Hannover.

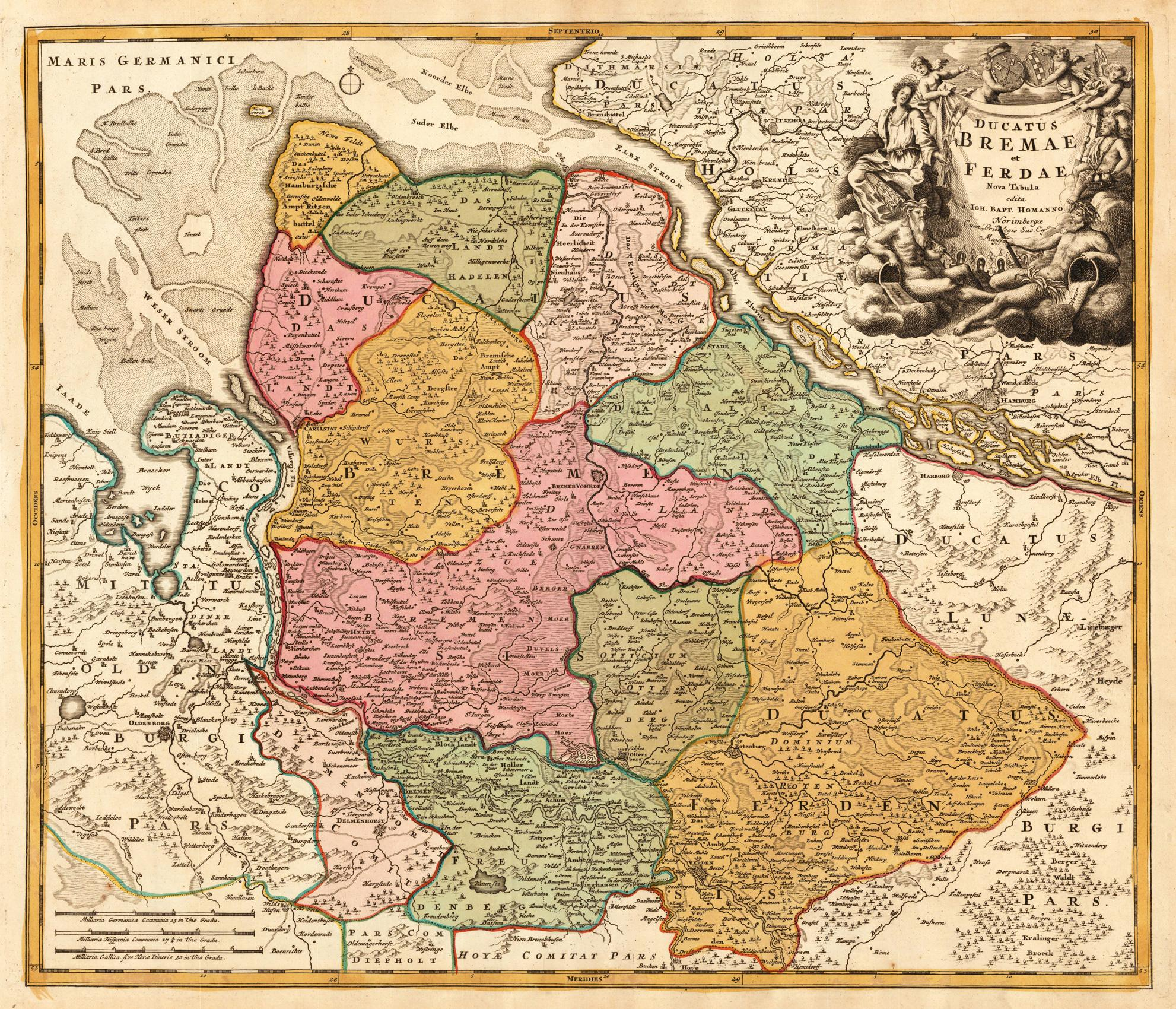
Herzogtum Bremen-Verden um 1720

Noch aus Zeiten der ständischen Verfassung des Königreichs Hannover bildet die Ritterschaft die erste Kurie der Landschaft der Herzogtümer Bremen und Verden, die wiederum neben den Gebietskörperschaften und 39 Geschichts-, Heimat- und Kulturvereinen Mitglied im Landschaftsverband Stade ist, ausführliche Bezeichnung: Landschaftsverband der ehemaligen Herzogtümer Bremen und Verden.

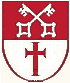
Bremen-Verdensche Landschaft

## Belege
1. ↑  Grundgesetz des Königreichs Hannover von 1833 → § 94.
2. ↑  Statistisches Handbuch für das Königreich Hannover, Schlüter, 1848 (Digitalisat der Bayerischen Staatsbibliothek)
3. ↑  Bremen-Verdensche Landschaft